# Топорково (Сергиево-Посадский район)
Топорково — деревня в Сергиево-Посадском районе Московской области, в составе муниципального образования Городское поселение Сергиев Посад (до 29 ноября 2006 года входила в состав Березняковского сельского округа)).

## Население
| 2002 | 2006 | 2010 |
| ---- | ---- | ---- |
| 93   | ↘92  | ↗158 |

## География
Топорково расположено примерно в 8 километрах (по шоссе) на северо-восток от Сергиева Посада, на правом берегу реки Кончура (приток реки Торгоши), высота центра деревни над уровнем моря — 211 метров.

## Современное состояние
На 2016 год в деревне зарегистрировано 4 садовых товарищества. 
Топорково связано автобусным сообщением с райцентром и соседними населёнными пунктами.